# Federación Gallega de Voleibol

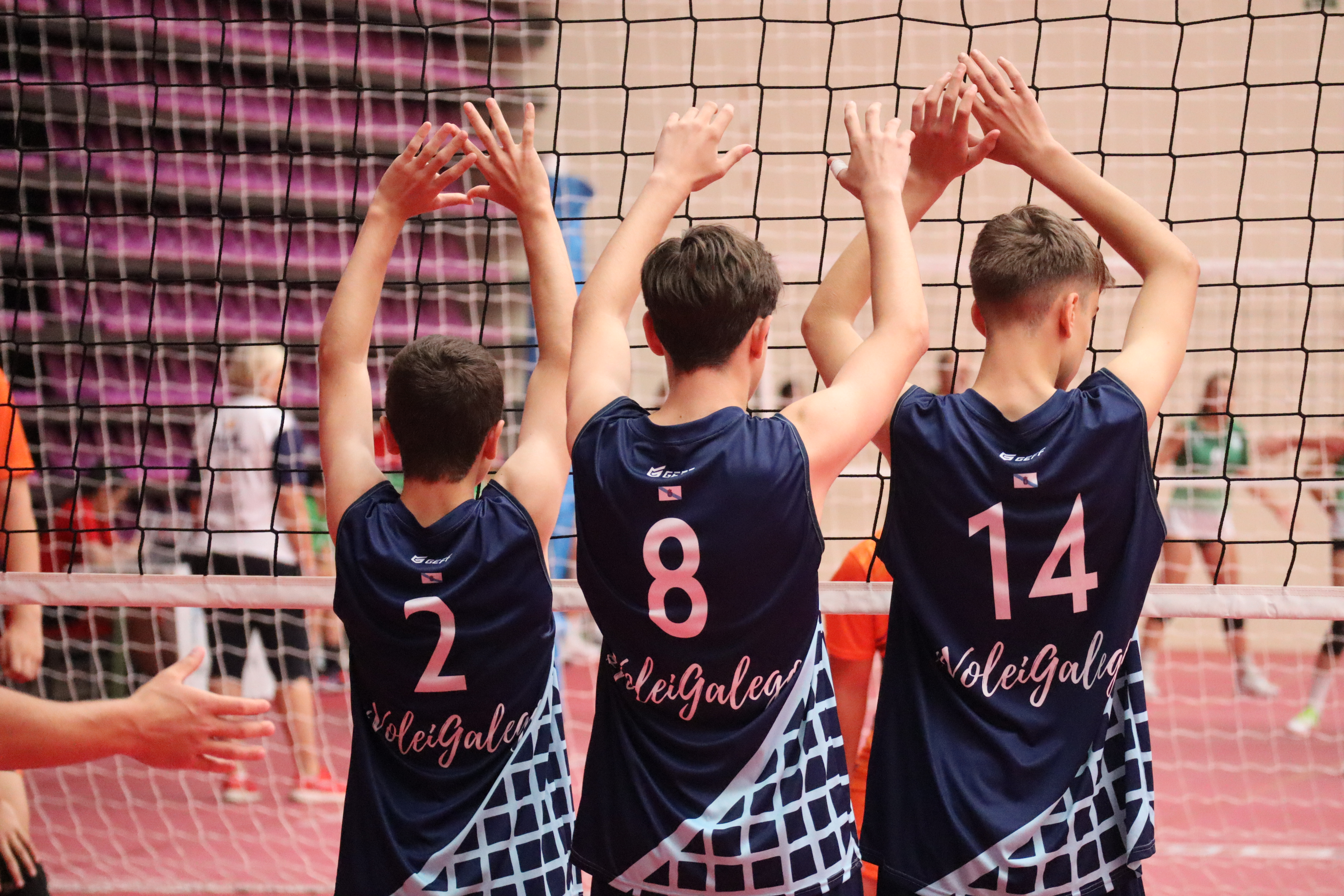
Jugadores de voleibol pertenecientes a un equipo de la federación

La Federación Gallega de Voleibol (FGVB) es el organismo deportivo encargado de regular y promover la práctica del voleibol en la Comunidad Autónoma de Galicia, España. Fundada con el objetivo de fomentar el desarrollo y la difusión de este deporte en la región, la federación desempeña un papel crucial en la organización de competiciones, la formación de jugadores y la promoción de los valores asociados al voleibol.

## Historia
La Federación Gallega de Voleibol fue establecida en 1983 con el propósito de unificar y dirigir los esfuerzos de los clubes y practicantes de voleibol en Galicia. Desde entonces, ha trabajado incansablemente para consolidar y fortalecer la presencia de este deporte en la región.

## Funciones y actividades
La federación cumple diversas funciones esenciales para el desarrollo del voleibol gallego. Entre sus responsabilidades se encuentran la organización de torneos y campeonatos locales, la gestión de programas de formación para jugadores y entrenadores, así como la representación de Galicia en competiciones nacionales e internacionales.
Además de la promoción del voleibol en el ámbito competitivo, la federación también se dedica a difundir los beneficios del deporte en la sociedad. A través de programas de inclusión, desarrollo comunitario y colaboración con instituciones educativas, la federación busca fomentar la práctica del voleibol entre personas de todas las edades y niveles.

## Estructura organizativa
La Federación Gallega de Voleibol cuenta con una estructura organizativa que incluye una asamblea, comités técnicos, y demás órganos encargados de gestionar y supervisar las distintas áreas de trabajo. Estos organismos trabajan en estrecha colaboración con clubes, asociaciones y otras entidades vinculadas al voleibol en Galicia.

## Colaboraciones y alianzas
La federación mantiene relaciones de colaboración con otras entidades deportivas, organismos gubernamentales y patrocinadores con el fin de fortalecer el voleibol en la región. Estas alianzas estratégicas permiten el desarrollo de proyectos conjuntos, la mejora de infraestructuras y la promoción de eventos de relevancia.